# Hossein Nateghi
Hossein Nateghi (persa: حسین ناطقی; 8 de febrer de 1987) és un ciclista iranià, professional des del 2007 i actualment a l'equip Sepahan Cycling Team.

## Palmarès en ruta
- 2006
  - Vencedor d'una etapa al Milad De Nour Tour
- 2007
  - 1r al Taftan Tour i vencedor de 2 etapes
  - Vencedor d'una etapa a la Volta a Turquia
- 2008
  - 1r al Taftan Tour i vencedor de 2 etapes
  - Vencedor de 2 etapes al Umm Al Quwain Race
  - Vencedor de 2 etapes al Tour de Tailàndia
  - Vencedor d'una etapa al Kerman Tour
- 2009
  - Vencedor d'una etapa al Tour de Tailàndia
  - Vencedor de 2 etapes a la Jelajah Malaysia
  - Vencedor d'una etapa a la Volta al Singkarak
  - Vencedor d'una etapa al President Tour of Iran
  - Vencedor d'una etapa al Tour de l'Azerbaidjan
- 2010
  - Vencedor d'una etapa al Kerman Tour
  - Vencedor d'una etapa al Milad De Nour Tour
- 2011
  - Vencedor de 2 etapes al Milad De Nour Tour
- 2012
  - Vencedor d'una etapa al Tour de Java oriental
  - Vencedor d'una etapa al Tour de Brunei

## Palmarès en pista
- 2008
  - Campió d'Àsia en Persecució